# Roeselia mediofracta
Roeselia mediofracta är en fjärilsart som beskrevs av De Toulgoët 1954. Roeselia mediofracta ingår i släktet Roeselia och familjen trågspinnare. Inga underarter finns listade.